# Vaccinium amazonicum
Vaccinium amazonicum är en ljungväxtart som beskrevs av Pedraza och Luteyn. Vaccinium amazonicum ingår i Blåbärssläktet, och familjen ljungväxter. Inga underarter finns listade i Catalogue of Life.